# Tension (album)
Tension è il sedicesimo album in studio della cantante australiana Kylie Minogue, pubblicato il 22 settembre 2023.
Primo album in studio pubblicato in tre anni, dopo Disco (2020), Tension ha ricevuto consensi da parte della critica musicale, la quale ne ha apprezzato sia le sonorità ispirate agli anni '80, alla musica elettronica e alla disco music, che la capacità dell'artista di reinventarsi nel decennio 2020, venendo considerato tra i migliori progetti dell'artista. L'album è stato promosso dal singolo Padam Padam, divenunto il più grande successo commerciale della cantante da quando lo streaming musicale è entrato in maniera predominante nella discografia vincendo ai Grammy Awards nella categoria miglior registrazione pop dance.
Commercialmente, Tension ha esordito in prima posizione della classifica britannica Official Albums Chart, divenendo il nono album in studio di Minogue a ottenere tale risultato. L'album è divenuto l'ottavo in nella carriera di Minogue ad esordire alla prima posizione anche in Australia. L'album ha inoltre raggiunto le prime dieci posizioni in Nuova Zelanda, Irlanda, Germania, Finlandia e Paesi Bassi.

## Antefatti
Nel 2021, al termine della promozione del quindicesimo album in studio Disco, Minogue intervistata da BBC Radio 2 ha parlato di aver iniziato a produrre nuova musica, dichiarando: «Forse sta diventando un po' più electropop. Non siate certi [...] ma è quello che sta bollendo in questo momento». Minogue lo ha confermato in un'intervista del giugno 2022 rilasciata a Vogue, citando il suo singolo Slow del 2003 come punto di riferimento per il suono dell'album.

## Descrizione e composizione
Il progetto discografico presenta undici tracce nella versione standard e quattordici nella versione deluxe, di cui Minogue ha partecipato alla scrittura di dieci canzoni, assieme a Duck Blackwell, Richard Stannard, Camille Purcello, Ina Wroldsen, Oliver Heldens. La cantante ha dichiarato riguardo all'album in un comunicato stampa:

## Promozione
Il primo singolo estratto dall'album è stato Padam Padam il 18 maggio 2023. Il singolo ha ottenuto successo a livello commerciale, divenendo il più grande successo della cantante da quando lo streaming musicale è entrato in maniera predominante nella discografia; l'impatto di Padam Padam sul Regno Unito è stato definito «Padam-ic», come storpiamento del termine «pandemic» (pandemia), descritto da Laura Snapes, giornalista per The Guardian, come un «momento culturale in cui la frivolezza e la leggerezza sembrano essere tornate a galla dopo la pandemia e dopo un'epoca in cui la cultura è stata presa molto sul serio». La canzone è diventata anche un inno per la comunità LGBTQ+ in diverse parate del Pride Month. Il secondo singolo estratto, Tension, è stato pubblicato il 31 agosto 2023.
Nel luglio 2023 ha annunciato il residency show More Than Just a Residency presso il The Venetian a Las Vegas dal 3 novembre 2023 al 4 maggio 2024.

## Accoglienza
| Recensione          | Giudizio |
| ------------------- | -------- |
| AllMusic            |          |
| Clash               | 9/10     |
| Times               |          |
| NME                 |          |
| Pitchfork           | 7.3/10   |
| Rolling Stone UK    |          |
| Slant Magazine      |          |
| The Daily Telegraph |          |
| The Observer        |          |
| The Independent     |          |

Tension ha ottenuto recensioni prevalentemente positive da parte della critica specializzata, che ne ha apprezzato la capacità di rimanere aderente alla musica contemporanea, considerandolo tra i migliori progetti della sua carriera. Su Metacritic, sito che assegna un punteggio normalizzato su 100 in base a critiche selezionate, l'album ha ottenuto un punteggio medio di 86 basato su quindici recensioni.
Kitty Empire del The Observer riporta che l'album «fa il giro di piste da ballo vecchie e nuove», con brani dalle sonorità pop anni '80 «eseguiti con maestria grazie a ganci, performance vocali e un'atmosfera da cinema pervasivo», apprezzando inoltre i le tracce Hands, definita «una vivace uscita disco/R&B con sezioni rappate», e One More Time, la quale «contiene handclaps, housey disco». Helen Brown del The Independent ritiene che «nonostante il mix di produttori impiegati in questo disco» esso «brilla di ganci, mescolando elementi di R&B anni Novanta ed europop anni Ottanta in una vertiginosa delizia da dancefloor» con testi che hanno «l'ossimorica prerogativa del ballerino di cogliere contemporaneamente l'attimo e lasciarsi andare».
Harry Tafoya di Pitchfork definisce Tension «l'album più sereno di Kylie Minogue degli ultimi anni è un compendio di tutte le sonorità per le quali è più conosciuta», rispetto ai precedenti Golden e Disco. Sebbene non riscontri un «concetto unificante» nell'album, ad eccezione «dell'amore e il sesso come alti totalizzanti e corporei», esso è «compensato da un'energia piena di emozioni». Tafoya riscontra nell'album dei tentativi di rifarsi a Doja Cat, Dua Lipa e Carly Rae Jepsen, ma ritiene che in Tension «ciò che è più affascinante e determinante della cantante non è solo la sua sostenuta autostima, ma la sua capacità di farla sentire». Anche Alexa Camp di Slant Magazine scrive che nelle sonorità «la cantante è andata per lo più sul sicuro, rimanendo fedele all'EDM e ai suoi sottogeneri adiacenti», che nel «primo album non a tema della cantante» risulta essere «un filo sonoro inequivocabile» tra le tracce.
Lucy Harbon di Clash ha trovato che Tension suona simile a Renaissance di Beyoncé, scrivendo che «entrambe le artiste si collegano alla storia della scena dei club, delle sale da ballo e delle drag, soprattutto quando si arriva alla seconda metà dell'album» e che mentre «Beyonce si collega alla sua storia all'interno della comunità nera, prendendo in prestito voci esterne e dando priorità al disco come un pezzo concettuale che va dall'inizio alla fine», Minogue «sembra una sorta di Renaissance per i bianchi, con la categoria RuPaul's Drag Race che incontra i G.A.Y Lates».

## Tracce
Edizione standard
1. Padam Padam – 2:46 (Peter Rycroft, Ina Wroldsen)
2. Hold on to Now – 3:57 (Kylie Minogue, Biff Stannard, Duck Blackwell, Jon Green)
3. Things We Do for Love – 3:09 (Kylie Minogue, Biff Stannard, Duck Blackwell, Jon Green, Anya Jones, Kamille)
4. Tension – 3:36 (Kylie Minogue, Biff Stannard, Duck Blackwell, Jon Green, Anya Jones, Kamille)
5. One More Time – 3:02 (Kylie Minogue, Biff Stannard, Duck Blackwell, Jon Green)
6. You Still Get Me High – 3:38 (Kylie Minogue, Biff Stannard, Jon Green)
7. Hands – 2:45 (Mich Hansen, Daniel Davidsen, Kasper Larsen, Ryan Ashley)
8. Green Light – 3:19 (Daniel Davidsen, Peter Wallevik, Ruby Spiro)
9. Vegas High – 3:33 (Kylie Minogue, Biff Stannard, Duck Blackwell, Gez O'Connell)
10. 10 Out of 10 (featuring Oliver Heldens) – 2:51 (Oliver Heldens, James Abrahart, Liana Banks, Jackson Foote, Sarah Hudson, Kylie Minogue)
11. Story – 3:16 (Kylie Minogue, Biff Stannard, Duck Blackwell, Gez O'Connell)

Edizione deluxe
1. Love Train – 2:55 (Kylie Minogue, Sky Adams, Maegan Cottone)
2. Just Imagine – 2:36 (Carl Ryden, Karen Poole)
3. Somebody to Love – 3:52 (Kylie Minogue, Biff Stannard, Duck Blackwell, Jon Green)

### Edizione digital bonus
1. Heavenly Body – 4:22 (Kylie Minogue, Biff Stannard, Duck Blackwell, Jon Green)
2. Drum – 3:31 (Kylie Minogue, Biff Stannard, Duck Blackwell, Jon Green)

## Extension: The Extended Mixes
L'8 dicembre 2023 è stata pubblicata la raccolta di "extended mixes" dell'album Tension, in formato vinile e digitale/streaming. La versione digitale comprende le tracce estese nel primo disco e le versioni standard nel secondo disco.

### Tracce
1. Padam Padam (extended mix) - 4:04
2. Hold On to Now (extended mix) - 5:28
3. Things We Do for Love (extended mix) - 4:54
4. Tension (extended mix) - 4:38
5. One More Time (extended mix) - 4:22
6. You Still Get Me High (extended mix) - 4:32
7. Hands (extended mix) - 4:09
8. Green Light (extended mix) - 4:52
9. Vegas High (extended mix) - 5:12
10. 10 Out of 10 (extended mix) con Oliver Heldens - 4:01
11. Story (extended mix) - 4:22

durata totale: 50:34

## Successo commerciale
Tension ha esordito al primo posto della UK Albums Chart, diventando il nono album di Minogue ad ottenere tale risultato, oltre che il quarto consecutivo da Golden (2018). La Official Charts Company ha affermato che Tension ha superato il resto degli album presenti nelle prime venti posizioni della classifica quattro giorni dopo la sua uscita, con vendite totali nella prima settimana di 53.239 unità. Inoltre, Minogue è diventata la decima artista solista con il maggior numero di album al numero uno nel Regno Unito, egualiando con Bob Dylan, e la terza artista donna, dietro Taylor Swift (10) e Madonna(12). In Irlanda l'album ha esordito alla seconda posizione della Irish Albums Chart, divenendo l'ottavo album dell'artista a apparire tra le prime dieci posizioni, oltre a divenire il terzo album consecutivo a esordire alla prima posizione della Irish Independent Albums Chart.
Tension ha esordito al numero uno della Australian Albums Chart, diventando il quarto album consecutivo al numero uno e l'ottavo in nella carriera. In Nuova Zelanda, l'album ha debuttato al numero cinque della New Zealand Albums Charts, divenendo il più alto ingresso in classifica di Minogue da Fever (2001).
In Canada, l'album ha esordito alla posizione numero 23, mentre negli Stati Uniti, l'album ha esordito alla posizione numero 21 della Billboard 200, divenendo il terzo piazzamento più alto nella classifica dopo Fever (2001) e Aphrodite (2010).  Ha inoltre esordito in cima alla classifica Billboard Dance/Electronic Albums, diventando il suo secondo album consecutivo a riuscirci dopo Disco, oltre che esordire alla quarta posizione della Billboard Independent Albums.

## Classifiche
| Classifica (2023) | Posizione massima |
| ----------------- | ----------------- |
| Australia         | 1                 |
| Austria           | 9                 |
| Belgio (Fiandre)  | 2                 |
| Belgio (Vallonia) | 1                 |
| Canada            | 23                |
| Danimarca         | 31                |
| Finlandia         | 8                 |
| Francia           | 5                 |
| Germania          | 5                 |
| Irlanda           | 2                 |
| Italia            | 12                |
| Nuova Zelanda     | 5                 |
| Paesi Bassi       | 3                 |
| Portogallo        | 4                 |
| Regno Unito       | 1                 |
| Repubblica Ceca   | 100               |
| Spagna            | 2                 |
| Stati Uniti       | 21                |
| Svezia            | 19                |
| Svizzera          | 2                 |
| Ungheria          | 22                |